# Sneldammen
Sneldammen is een damwedstrijd waarbij beide spelers ongeveer 10 minuten bedenktijd krijgen. Vroeger was de bedenktijd vaak precies 10 minuten. Tegenwoordig wordt er indien mogelijk gespeeld met digitale klokken waarbij de spelers 5 minuten per partij en 5 seconden per gespeelde zet krijgen. Jaarlijks wordt er in juni gespeeld om het Nederlands kampioenschap sneldammen. Nederland wijkt bij de beschikbare tijd af van wat internationaal gebruikelijk is. Buiten Nederland wordt sneldammen gespeeld met ieder 5 minuten. Bij internationale kampioenschappen wordt vaak een dag gereserveerd voor het bijbehorende sneldamkampioenschap. 